# PRSS22
PRSS22 (англ. Protease, serine 22) – білок, який кодується однойменним геном, розташованим у людей на короткому плечі 16-ї хромосоми. Довжина поліпептидного ланцюга білка становить 317 амінокислот, а молекулярна маса — 33 732.
| 10         |  | 20         |  | 30         |  | 40         |  | 50         |
| ---------- |  | ---------- |  | ---------- |  | ---------- |  | ---------- |
| MVVSGAPPAL |  | GGGCLGTFTS |  | LLLLASTAIL |  | NAARIPVPPA |  | CGKPQQLNRV |
| VGGEDSTDSE |  | WPWIVSIQKN |  | GTHHCAGSLL |  | TSRWVITAAH |  | CFKDNLNKPY |
| LFSVLLGAWQ |  | LGNPGSRSQK |  | VGVAWVEPHP |  | VYSWKEGACA |  | DIALVRLERS |
| IQFSERVLPI |  | CLPDASIHLP |  | PNTHCWISGW |  | GSIQDGVPLP |  | HPQTLQKLKV |
| PIIDSEVCSH |  | LYWRGAGQGP |  | ITEDMLCAGY |  | LEGERDACLG |  | DSGGPLMCQV |
| DGAWLLAGII |  | SWGEGCAERN |  | RPGVYISLSA |  | HRSWVEKIVQ |  | GVQLRGRAQG |
| GGALRAPSQG |  | SGAAARS    |  |            |  |            |  |            |

A: Аланін

C: Цистеїн

D: Аспарагінова кислота

E: Глутамінова кислота

F: Фенілаланін

G: Гліцин

H: Гістидин

I: Ізолейцин

K: Лізин

L: Лейцин

M: Метіонін

N: Аспарагін

P: Пролін

Q: Глутамін

R: Аргінін

S: Серин

T: Треонін

V: Валін

W: Триптофан

Кодований геном білок за функціями належить до гідролаз, протеаз, серинових протеаз. 
Секретований назовні.